# Exocelina posmani
Exocelina posmani  (лат.) — вид жуков-плавунцов рода Exocelina (Copelatinae, Dytiscidae).

## Распространение
Остров Новая Гвинея: Папуа — Новая Гвинея (Central Province, Myola, 09°08.05’S; 147°42.24’E, на высоте 1700 м).

## Описание
Мелкие водные жуки красновато-коричневого цвета, длина около 5 мм (от 4,0 до 4,5 мм), округло-овальной вытянутой формы тела. Усики 11-члениковые. Крылья хорошо развиты. Связаны с водой. Вид был впервые описан в 2016 году австрийским колеоптерологом Еленой Владимировной Шавердо (Helena Vladimirovna Shaverdo; Naturhistorisches Museum Wien, Вена, Австрия) и немецким энтомологом М. Балком (Michael Balke; Zoologische Staatssammlung München, Мюнхен Германия). Видовое название дано в честь Aloysius Posman, сборщика типовой серии.